# Ero romantica
Ero romantica è il settimo album in studio della cantante italiana Arisa, pubblicato il 26 novembre 2021 dalla Pipshow e dalla Believe Artist Services.

## Antefatti e pubblicazione
Ero romantica è stato pubblicato a più di due anni di distanza dal precedente, Una nuova Rosalba in città.
Il disco ha cominciato a prendere forma nel 2020, anno che ha sancito l'inizio di una nuova fase artistica per Arisa, la quale pubblicando il 4 agosto il singolo Ricominciare ancora, ha debuttato sul mercato con un'etichetta indipendente da lei stessa fondata, la Pipshow. La scelta di mettersi in proprio è stata dettata dalla necessità dell'artista di avere maggiore libertà e controllo creativo sulla sua attività discografica rispetto alle esperienze precedenti.
Dal 2 al 6 marzo 2021 la cantante ha preso parte al 71º Festival di Sanremo, presentando in gara la canzone Potevi fare di più scritta da Gigi D'Alessio ed estratta come singolo promozionale. Successivamente si è proposta al grande pubblico in qualità di cantautrice, veste insolita fino ad allora per l'artista lucana, che ha co-scritto e interpretato i brani Ortica e Psyco, pubblicati come singoli promozionali rispettivamente il 23 aprile e il 9 luglio.
 

Il 1º agosto, attraverso un post sulla sua pagina Facebook finalizzato alla promozione del videoclip di Psyco, Arisa ha confermato il suo impegno ad un inedito progetto discografico, affermando:

La cantante è tornata a parlare dell'album circa un mese più tardi in un'intervista rilasciata a Donna Moderna nella quale ha dichiarato:
Dal 16 ottobre al 16 dicembre ha partecipato in qualità di concorrente alla sedicesima edizione del talent show di Rai 1 Ballando con le stelle, da cui uscirà vincitrice. In questa occasione, a partire dalla seconda puntata, le è stata concessa la possibilità di eseguire coreografie anche dei suoi stessi brani tra cui quelli dell'album ancora inedito, ovvero: Psyco, Altalene - brano inciso insieme al duo angloamericano Brown & Gray ed estratto come singolo promozionale il 3 novembre - e in seguito Cuore e La casa dell'amore possibile.
L'uscita di Ero romantica, che nei piani dell'artista sarebbe dovuta avvenire subito dopo la partecipazione al Festival di Sanremo, è stata rimandata a causa di altri suoi impegni professionali, in primis il ruolo di professoressa di canto nella ventesima edizione del talent show Amici di Maria De Filippi, onere che le aveva impedito di concludere in tempo il progetto discografico. Il lancio commerciale del disco, successivamente previsto tra ottobre e novembre come affermato dalla stessa Arisa in un'intervista a TV Sorrisi e Canzoni, è stato poi confermato dalla cantante il 24 ottobre nel talk show Domenica in.
A partire dal 15 novembre è apparso per la prima volta nei negozi online l'inedito album, già disponibile al pre-ordine. Il progetto viene presentato dal comunicato stampa come «un album in bilico fra romanticismo e desiderio di libertà: a volte sofferto e struggente, in altri momenti sfacciato e disinibito, in una sorprendente alternanza fra malinconiche ballate d'amore e sfrenati ritmi dance anni '90. Un atto d'amore verso l'umanità nelle sue varie sfaccettature, un disco che trova il senso nelle eccezioni alla regola, celebra la femminilità e le sue contraddizioni, canta di autodeterminazione femminile e di schiavitù volontaria, urla l'urgenza di cambiare punto di vista per non rimanere schiacciati dall'omologazione».
L'annuncio ufficiale della pubblicazione di Ero romantica è avvenuto il 16 novembre attraverso i profili social dell'artista, mentre il progetto è stato presentato alla stampa il 22 novembre presso l'osteria Memà di Milano dalla stessa Arisa, la quale ha rilasciato il disco proprio in concomitanza della sua partecipazione a Ballando con le stelle.

## Descrizione
L'album, composto di undici tracce, è stato realizzato con la partecipazione di quattro produttori: Jason Rooney, Giuseppe Barbera, Danusk e Adriano Pennino. All'interno del disco coesistono due dimensioni musicali distinte: la prima costituita da brani ritmati dalle inedite sonorità dance e testi provocatori, la seconda da ballate sentimentali dal clima più intimista. A tal proposito Arisa ha affermato:
Il progetto, oltre a mostrare un'Arisa sempre più autonoma nella stesura delle canzoni rispetto ai lavori precedenti, ha visto il coinvolgimento di altri autori tra cui Gigi D'Alessio e soprattutto Giuseppe Anastasi, storico collaboratore della cantante, il quale non aveva firmato per l'artista più nessuna canzone dal 2017, anno di pubblicazione di Ho perso il mio amore.
Il disco si apre con il brano che dà il titolo all'album, in cui l'artista interpreta un testo che affronta il labile confine tra erotismo e romanticismo. Ortica (o' sacc sul ij) - remix della canzone in napoletano Ortica - e Psyco «raccontano due fasi della storia di una donna delusa dall’amore, stufa di un uomo che non ha saputo "accoglierla" nella maniera giusta». Agua de coco si configura come un inno alla bellezza e alla prosperità femminile. Altalene condensa la passione di una donna consapevole di essere sedotta da un uomo fedifrago, mentre Maddalena, definito il brano manifesto dell'album, rivisita in chiave metaforica la vicenda di Maria Maddalena, la quale torna dagli Inferi in un racconto che tratta «dei piccoli traumi legati all'abbandono, alle promesse non mantenute, delle fatiche non ricompensate». Conclude la prima sezione Licantropo, una riflessione sulla fugacità dell’esistenza contenente un messaggio di filantropia.
Il tema d'amore presentato in chiave nostalgica è invece il contenuto portante dei brani lenti Cuore e La casa dell'amore possibile. Il filone sentimentale dalle atmosfere più intimiste viene evocato anche in Potevi fare di più «la storia di un amore finito, che si trascina da troppo tempo, uno di quei legami che ci fa diventare ciò che non vogliamo essere» e nella traccia finale L'arca di Noè in cui viene descritta l'unione di due amanti in grado di sopravvivere alla fine del mondo.

## Titolo e copertina
Il titolo dell'album, già chiarificatore, è anche un gioco di parole tra eros e romanticismo, a tal proposito Arisa ha dichiarato:
Il disco è stato reso disponibile in due copertine: una in bianco e nero ritrae Arisa come una femme fatale; l’altra, in toni di rosa, incornicia un primo piano della cantante con uno sguardo sognante, coerentemente alle due differenti dimensioni musicali che caratterizzano le atmosfere del disco.

## Tracce
1. Ero romantica – 2:13 (testo: Rosalba Pippa – musica: Giuseppe Barbera, Giuseppe D'Albenzio)
2. Psyco – 2:46 (testo: Rosalba Pippa, Francesco Sponta – musica: Daniele Autore, Torine Michelle Bjåland, Viktoria Reitan)
3. Agua de coco – 2:34 (testo: Ornella Felicetti – musica: Giuseppe D'Albenzio)
4. Altalene (feat. Brown & Gray) – 2:37 (testo: Rosalba Pippa – musica: Daniele Autore, Kaci Brown, Sam Gray, Johannes Herbst)
5. Maddalena – 3:38 (Lorenzo Vizzini)
6. Licantropo – 3:19 (testo: Giuseppe Anastasi – musica: Cristian Pratofiorito, Giuseppe Anastasi)
7. Cuore – 3:17 (Giuseppe Anastasi)
8. La casa dell'amore possibile – 3:03 (Alessandra Flora, Giuseppe Anastasi)
9. Ortica (o' sacc sul ij) (Jason Rooney Sensual Mix) – 4:06 (testo: Rosalba Pippa – musica: Rosalba Pippa, Adriano Pennino, Giuseppe D'Albenzio)
10. Potevi fare di più – 4:04 (Luigi D'Alessio)
11. L'arca di Noè – 3:20 (Giuseppe Anastasi)

## Classifiche
| Classifica (2021) | Posizione massima |
| ----------------- | ----------------- |
| Italia            | 36                |